# Pero-Casevecchie
Pero-Casevecchie (korsisch Peru è Casevechje) ist eine Gemeinde im französischen Département Haute-Corse auf der Insel Korsika. Sie gehört zum Kanton Casinca-Fiumalto im Arrondissement Corte. Das besiedelte Gebiet liegt durchschnittlich auf 490 Metern über dem Meeresspiegel. Nachbargemeinden sind Casalta und Porri im Nordwesten, Taglio-Isolaccio im Nordosten, Talasani im Osten, Poggio-Mezzana im Südosten, Velone-Orneto im Süden, San-Damiano im Südwesten sowie San-Gavino-d’Ampugnani und Pruno im Westen.

## Bevölkerungsentwicklung
| Jahr      | 1962 | 1968 | 1975 | 1982 | 1990 | 1999 | 2008 | 2012 |
| --------- | ---- | ---- | ---- | ---- | ---- | ---- | ---- | ---- |
| Einwohner | 278  | 244  | 158  | 112  | 106  | 111  | 118  | 128  |